# آلبرت اتربرگ

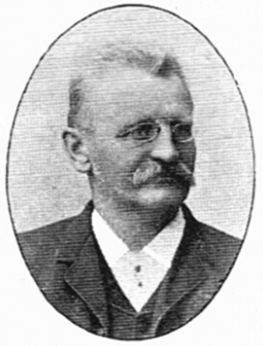
تصویر پرتره از آلبرت موریتز اتربرگ

آلبرت موریتز اتربرگ (۱۹ مارس، ۱۸۴۶ - ۴ آوریل، سال ۱۹۱۶) شیمیدان سوئدی و دانشمند کشاورزی که حدود اتربرگ که معمولاً توسط مهندسین ژئوتکنیک و زمین شناسان مهندسی استفاده می‌شود از ابتکارات اوست. او در حدود سن پنجاه و چهار سالگی بود که در راستای ادامه کار خود در شیمی، شروع به تمرکز تلاش خود روی طبقه‌بندی و شکل پذیری خاک کرد و حدود اتربرگ را به یادگار گذاشت.